# Идзи, Дорота
Дорота Станислава Идзи (до замужества Новак), пол. Dorota Stanisława Idzi Nowak (род. 8 мая 1966 года в городе Scinawka, (Польша)) — знаменитая польская пятиборка, многократная чемпионка мира и Европы по современному пятиборье среди женщин. Победительница I Чемпионата Европы в личном первенстве (1989)
За время спортивной карьеры Дорота Идзи (до замужества Новак) приняла участие в Олимпийских играх 2000 года в Сиднее  Австралия, 13 чемпионатах мира и 7 чемпионатах Европы. 16-кратная чемпионка мира и 5-кратная чемпионка Европы. 5-кратный чемпион Польши (1988 , 1989 , 1993 , 1995 , 2000).
Окончила Академию физической культуры в Познани и PR Исследование в Университете Варшавы.
После ухода из спорта Дорота Идзи была директором спортивного клуба в Pol-Kaufring. Позже она работала в качестве спортивного директора и представителя дистрибьюторской компании. Она принимает активное участие в организации спортивных мероприятий. Является Президентом Польской Ассоциации женского спорта. С декабря 2010 года является представителем Польской группы по энергетике. Живёт в Варшаве. У неё есть муж и сын.

## Достижения
- Чемпионка мира 1988 (Польша, Варшава) (личное и командное первенство)
- Золотой призёр чемпионата мира 1985 (Канада, Монреаль) (командное первенство)
- Чемпиона мира (1998) МЕХИКО.

Эстафета. Женщины. 1 . Польша (Ивона Дабровска, Дорота Идзи, Анна Сулима) — 4722. 2. Германия (Тора Майер, Елена Райше, Ким Райсснерр) — 4686. 3. Великобритания (Стефани Кук, Джулиан Аллен, Кейт Элленби) — 4665.

## Олимпийские игры
- На Олимпийских играх 2000 в Сидней заняла 16 место в личном первенстве.
- Итоговые результаты.

| Место | Спортсмен            | Возраст | Стрельба | Фехтование | Плавание     | Конкур | Кросс        | Сумма |
| 16    | Дорота Идзи · Польша | 34 года | 167/940  | 840        | 2.22,78/1173 | 908    | 11.55,09/860 | 4721  |

- Результаты по видам пятиборья.

 Стрельба.
| Место | Спортсмен            | Результат | Очки |
| ----- | -------------------- | --------- | ---- |
| 20.   | Дорота Идзи · Польша | 167       | 940  |

 Фехтование.
| Место | Спортсмен            | Победы | Поражения | Очки |
| ----- | -------------------- | ------ | --------- | ---- |
| 7.    | Дорота Идзи · Польша | 12     | 11        | 840  |

 Плавание.
| Место | Спортсмен            | Результат | Очки |
| ----- | -------------------- | --------- | ---- |
| 8.    | Дорота Идзи · Польша | 2.22,78   | 1173 |

 Верховая езда.
| Место | Спортсмен            | Время   | Штрафные очки | Очки |
| ----- | -------------------- | ------- | ------------- | ---- |
| 15.   | Дорота Идзи · Польша | 1.14,18 | 165           | 908  |

 Кросс.
| Место | Спортсмен            | Результат | Очки |
| ----- | -------------------- | --------- | ---- |
| 18.   | Дорота Идзи · Польша | 11.55,09  | 860  |

## Награды
- Золотой «Крест Заслуги» (1995).
- Рыцарский крест ордена Возрождения Польши (2001).